# Jenna Carpenter
Jenna P. Carpenter (* 7. November 1961 in Corsicana, Texas, Vereinigte Staaten) ist eine US-amerikanische Mathematikerin und Hochschullehrerin. Sie ist Gründungsdekanin und Professorin für Ingenieurwissenschaften an der Campbell University in North Carolina und war Präsidentin der American Society for Engineering Education (ASEE). 2024 wurde sie Präsidentin der Mathematical Association of America (MAA).

## Leben und Werk
Carpeter wuchs in Arkansas auf und besuchte von 1977 bis 1980 die Hope High School. Anschließend studierte sie bis 1983 Mathematik an der Louisiana Tech University, wo sie ihren Bachelor of Science und 1986 den Master-Abschluss erhielt,  1989 promovierte sie dort bei Robert Vincent Perlis mit der Dissertation: Finiteness Theorems for Forms over Number Fields.
Von 1998 bis 2008 war sie Direktorin des Engineering and Science Programs am College of Engineering and Science der Louisiana Tech University. Danach war sie dort bis 2015 stellvertretende Dekanin. 2015 wurde sie Professorin und Gründungsdekanin der Fakultät für Ingenieurwissenschaften an der Campbell University.
Von 2022 bis 2023 war sie Präsidentin der American Society for Engineering Education (ASEE) und wurde im Oktober 2023 designierte Präsidentin der Mathematical Association of America. Sie war Präsidentin des Women in Engineering ProActive Network (WEPAN) und war neun Jahre lang Mitglied des Vorstands. Während der Regierungszeit von Barack Obama besuchte sie viermal das Weiße Haus, um ihre Forschung zur Diversität in MINT-Fächern und der Hochschulbildung zu präsentieren. An der Louisiana Tech University war sie leitende Forscherin für ein ADVANCE-Stipendium der National Science Foundation (NSF).
Sie war sieben Jahre lang Vorsitzende des Lenkungsausschusses des Grand Challenge Scholars Program der National Academy of Engineering. Darüber hinaus leitete sie den Ad-hoc-Ausschuss des Pilotprogramms für das Gulf Scholars Program der National Academies of Science, Engineering and Medicine.

## Auszeichnungen und Ehrungen (Auswahl)
- Fellow der American Society for Engineering (ASEE)
- 2013: WEPAN Distinguished Service Award
- 2015: eine der 10 Women in STEM Who Rock![7]
- 2018: WEPAN Founder’s Award
- 2019: ASEE Sharon Keillor Award for Women in Engineering Education[8]
- 2019: WEPAN Founder's Award
- 2019: WEPAN Distinguished Service Award[9]
- 2022: Bernard M. Gordon Prize[10]
- 2023: Aufnahme in die ASEE Hall of Fame
- 2023: ABET Claire Felbinger Award for Diversity and Inclusion[11][12]